# دانیال حکیمی
دانیال حکیمی (زادهٔ ۱۵ اسفند ۱۳۴۱) بازیگر سینما، تلویزیون، تئاتر و رادیو زاده ی ایران است.
او دانش‌آموخته مدرسه عالی بازیگری (رادیو) می‌باشد. وی کار حرفه‌ای خود را با بازی در نمایش ملکوت در سال ۱۳۶۰ به نویسندگی و کارگردانی حسین مختاری در سالن اصلی تئاتر شهر بر روی صحنه آغاز کرد و نقش‌های متفاوت بسیاری را با همین نویسنده و کارگردان در تالار مولوی دانشگاه تهران بر روی صحنه برد، سپس همزمان با فعالیت در رادیو و اداره فعالیت‌های فرهنگی و هنری دانشگاه تهران همکاری خود را با اداره تئاتر شروع کرد.
وی در سینما با فیلم مخترع ۲۰۰۱ و به دنبال آن در فیلم‌های دیگه چه خبر!؟ و چشم‌هایم برای تو ایفای نقش کرد.
او بازی در تلویزیون را از سال ۱۳۶۶ با سریال مرغ حق آغاز کرد و بازی‌های موفقی در سریال‌های خواب و بیدار، ولایت عشق، مرگ تدریجی یک رؤیا، مسافر، فکر پلید و… داشته‌است.
او در سال ۱۳۸۶ موفق به دریافت تندیس بهترین بازیگر مرد تئاتر برای ایفای نقش «بهمن آهنگ» در نمایش ملودی شهر بارانی به نویسندگی اکبر رادی و کارگردانی هادی مرزبان شد.
وی در زمینه ورزش‌های رزمی (کونگ فو) نیز مهارتهایی دارد که در سریال خواب و بیدار در شخصیت پردازی نقش خود از آن بهره برد.

## فیلم‌شناسی

### سینما

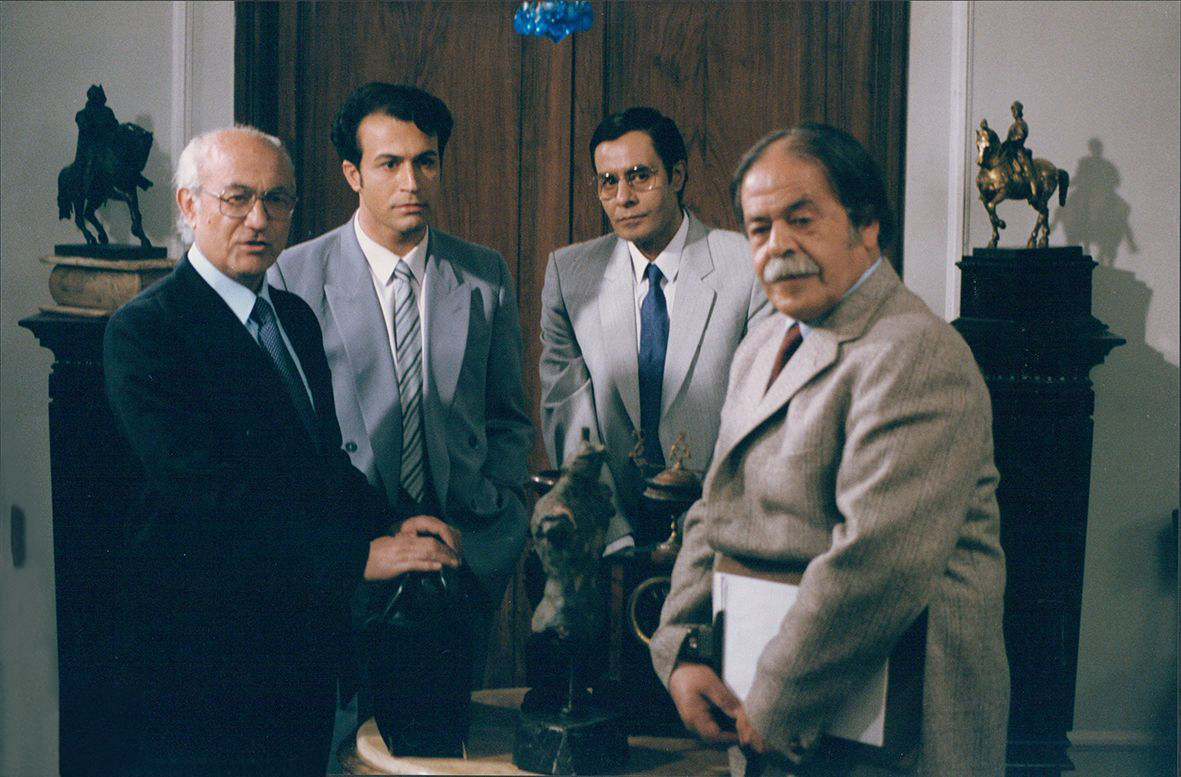
دانیال حکیمی، در کنار خسرو شکیبایی، محمد علی کشاورز و غلامرضا طباطبایی در فیلم سینمایی لژیون

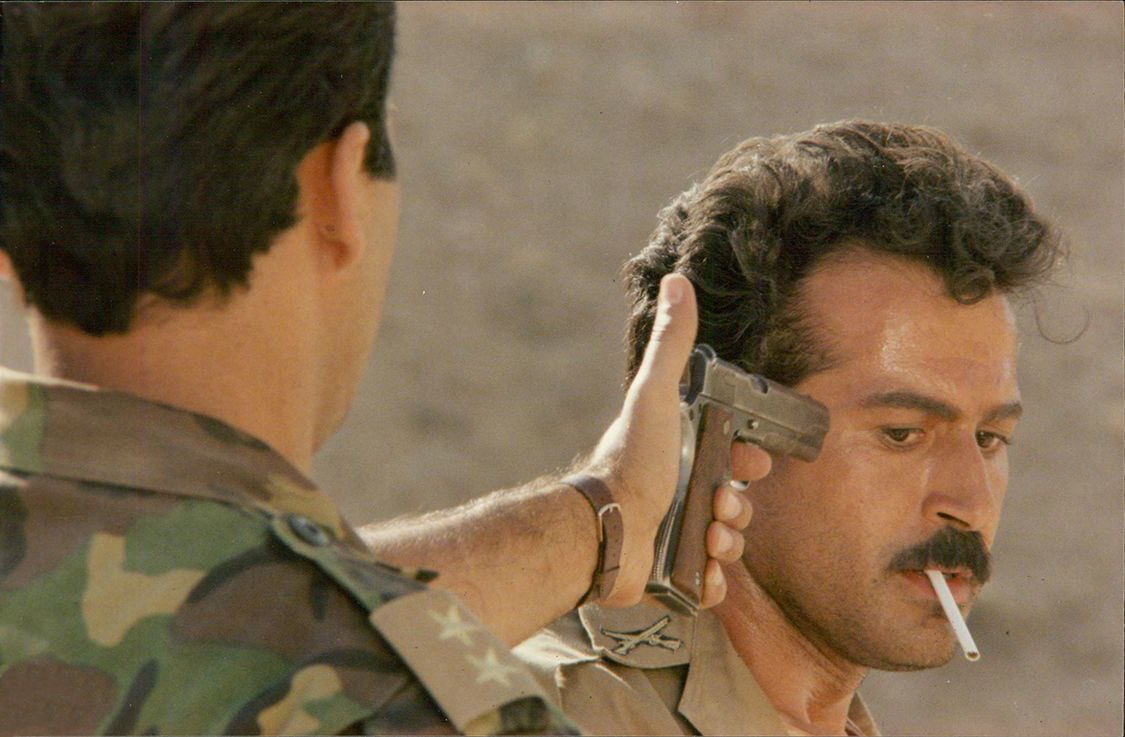
دانیال حکیمی، در فیلم سینمایی ستاره‌های سربی

| سال  | عنوان           | نقش    | کارگردان         | یادداشت |
| ---- | --------------- | ------ | ---------------- | ------- |
| ۱۳۸۷ | شکار روباه      | علی    | مجید جوانمرد     |         |
| ۱۳۸۵ | ارتفاع ۶/۴۵     |        | سیامک شایقی      |         |
| ۱۳۸۱ | ستاره‌های سربی   | نریمان | مهدی ودادی       |         |
| ۱۳۷۷ | لژیون           | فرامک  | سید ضیاالدین دری |         |
| ۱۳۷۵ | طوفان           |        | محمد بزرگ نیا    |         |
| ۱۳۷۴ | بازی‌های پنهان   |        | کریم هاتفی نیا   |         |
| ۱۳۷۱ | چشمهایم برای تو |        | خسرو شجاعی       |         |
| ۱۳۷۰ | دیگه چه خبر!؟   | عباس   | تهمینه میلانی    |         |
| ۱۳۷۰ | مخترع ۲۰۰۱      |        | امیر توسل        |         |

### تلویزیون

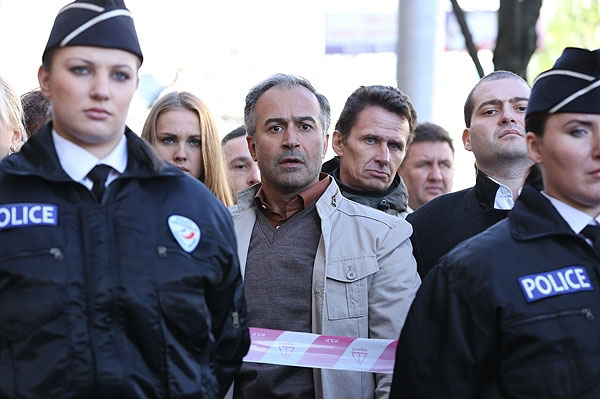
دانیال حکیمی در نقش نادر در سریال تلویزیونی آسمان من

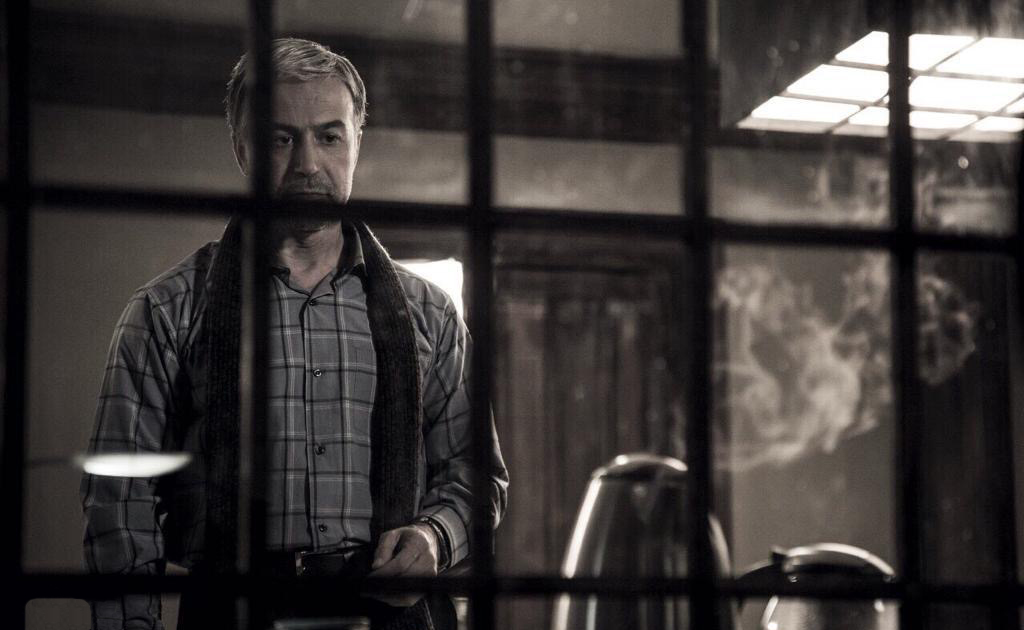
دانیال حکیمی در سریال تلویزیونی سارق روح، در نقش نادر

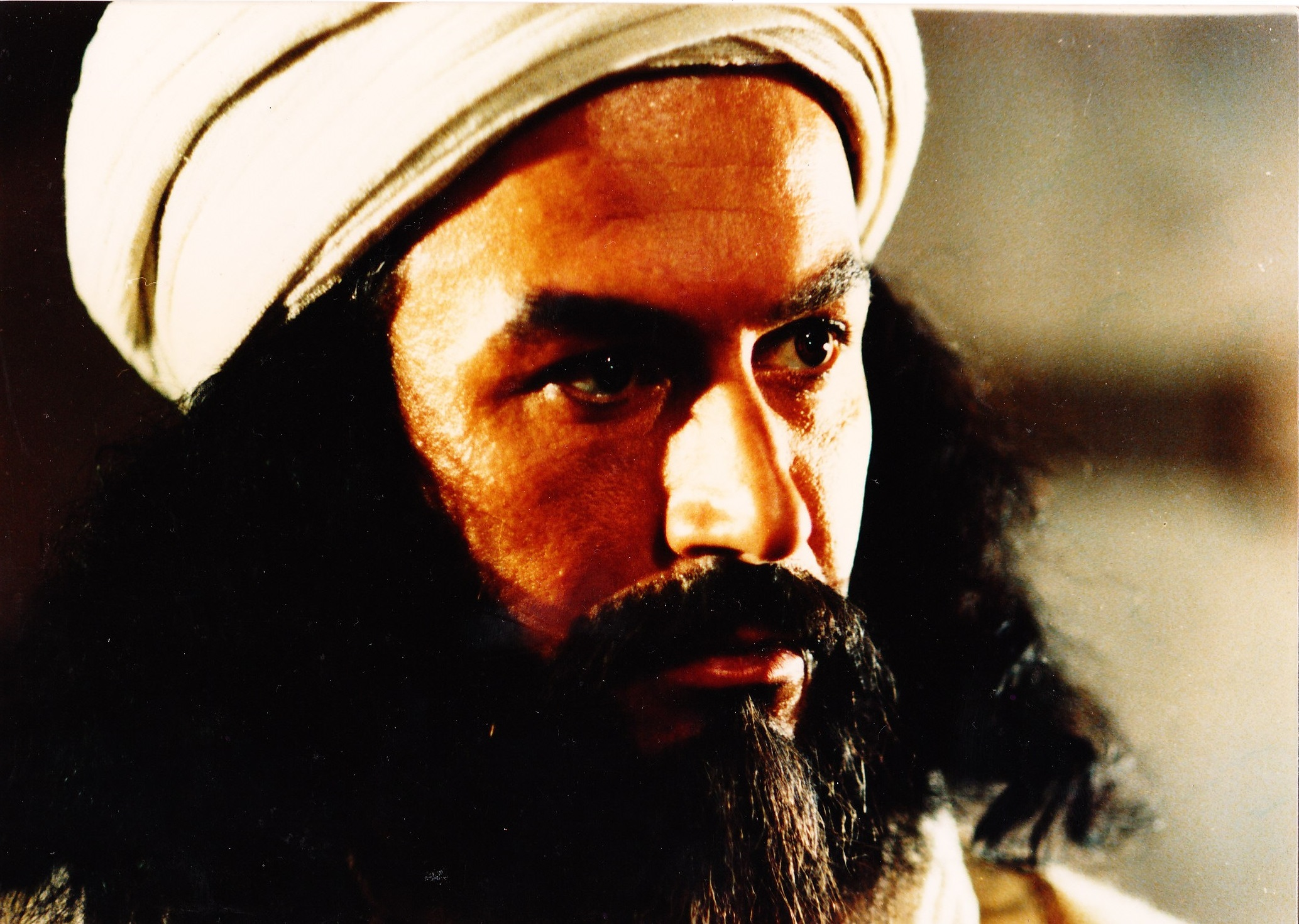
دانیال حکیمی در نقش عَمرو بن رجا در سریال تلویزیونی ولایت عشق

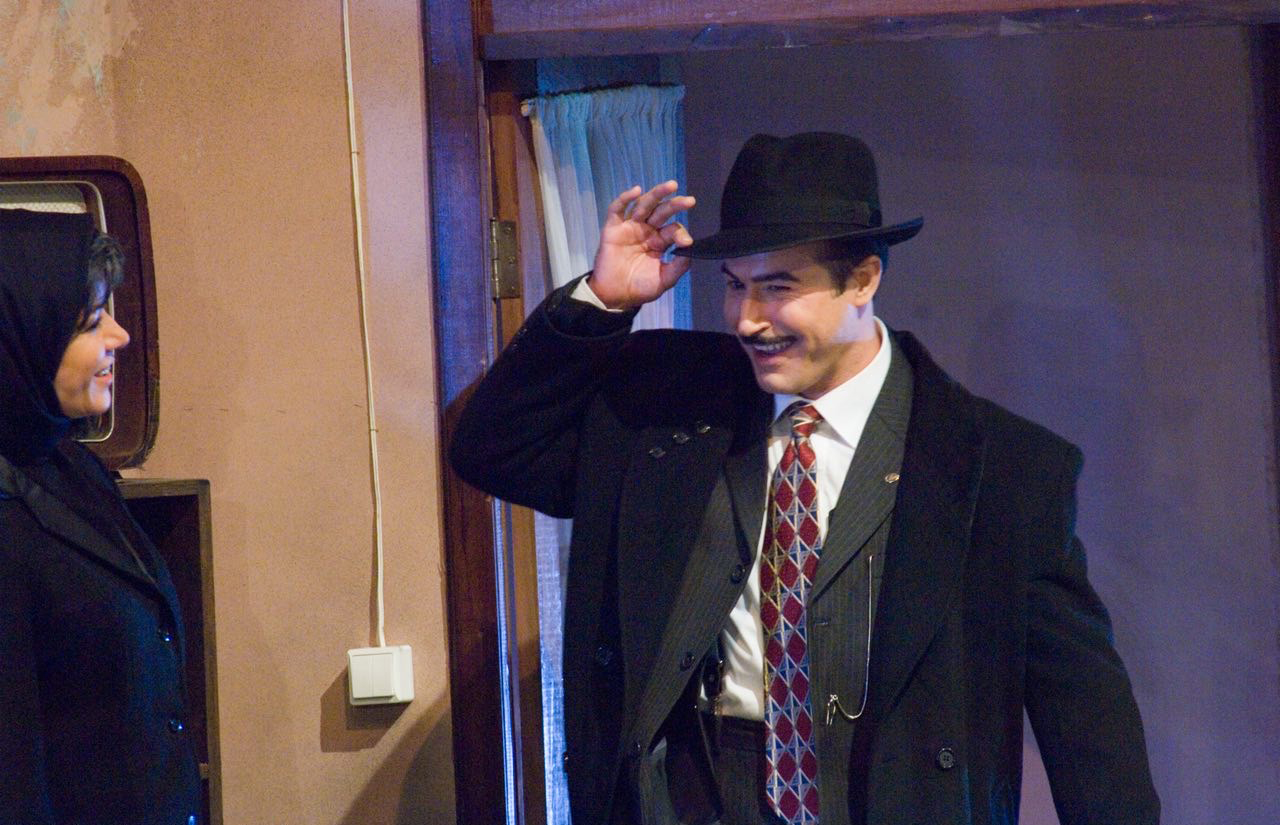
دانیال حکیمی، در نقش «بهمن آهنگ» نمایش ملودی شهر بارانی

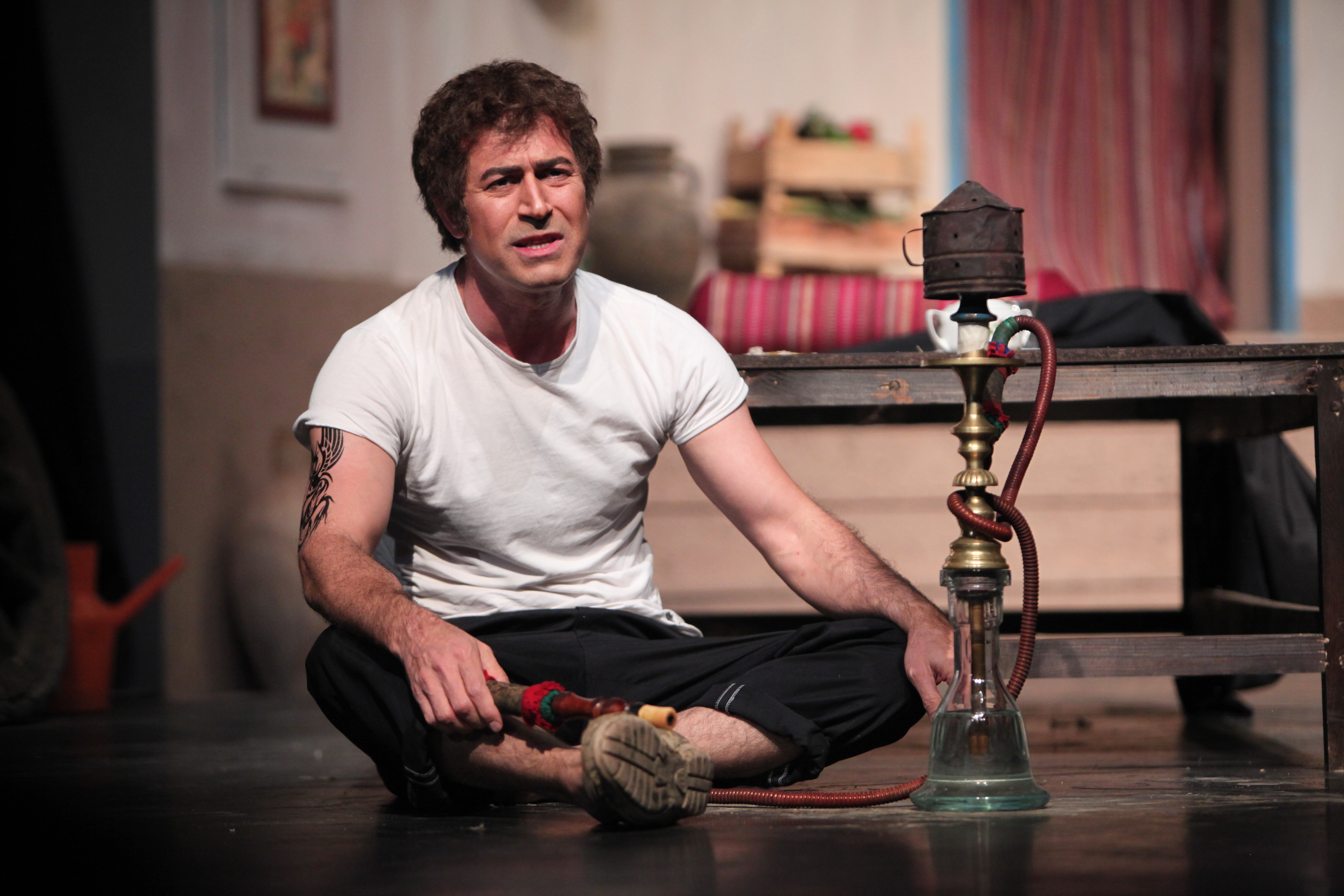
دانیال حکیمی، در نقش «بلبل» نمایش پلکان - پردهٔ اول

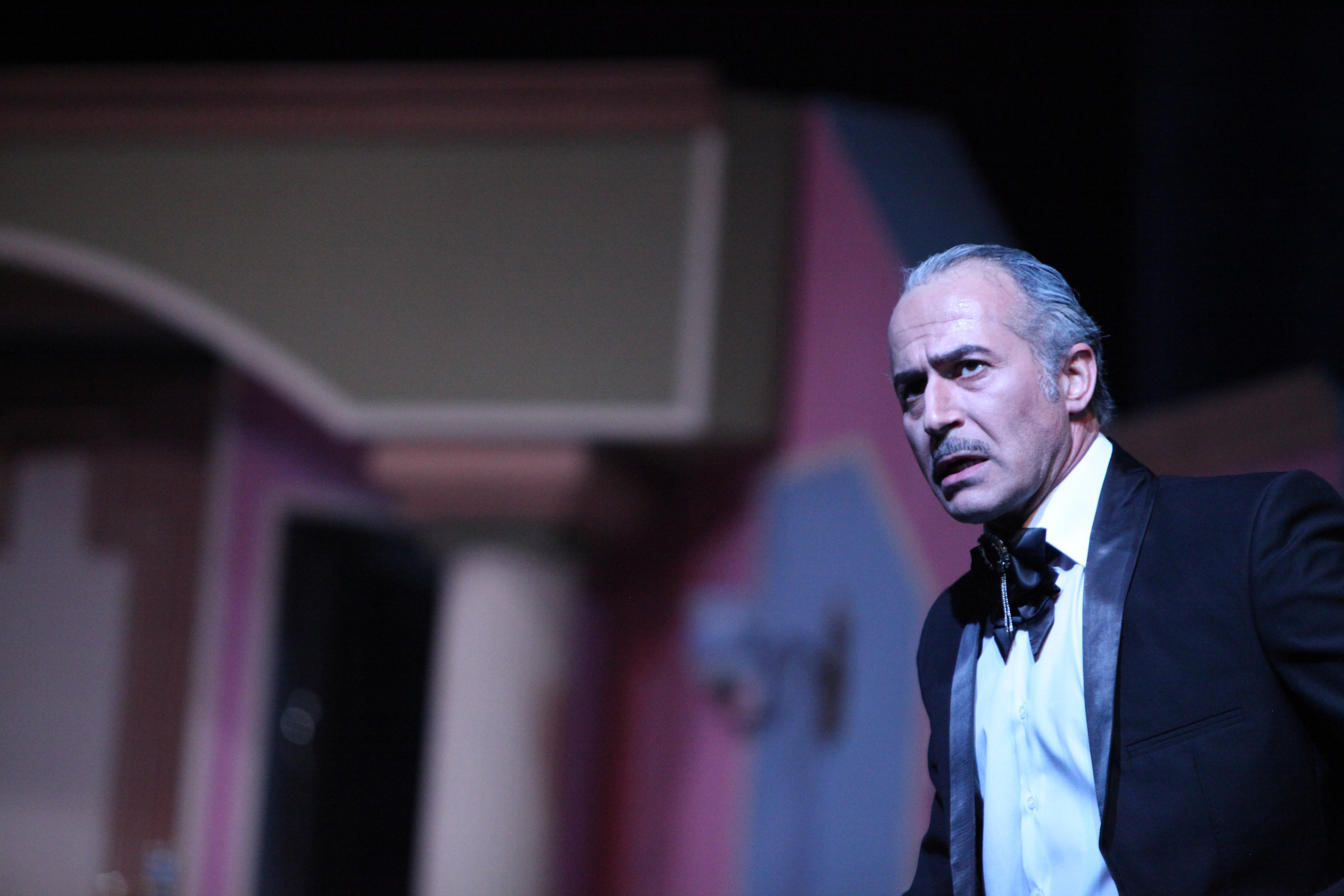
دانیال حکیمی، در نقش «بلبل» نمایش پلکان - پرده پنجم

| سال     | عنوان                        | نقش             | کارگردان                   | یادداشت |
| ------- | ---------------------------- | --------------- | -------------------------- | ------- |
| ۱۳۹۷    | خاک گرم                      | شهریار          | جواد ارشاد                 |         |
| ۱۳۹۶    | سارق روح                     | نادر            | احمد معظمی                 |         |
| ۱۳۹۴    | دوردست‌ها                     | رسول            | جواد ارشاد سرابی           | [ ۳ ]   |
| ۱۳۹۳    | آسمان من                     | نادر            | محمدرضا آهنج               | [ ۴ ]   |
| ۱۳۹۳    | رهایی                        | جلال            | مسعود تکاور                |         |
| ۱۳۹۳    | آقای هنرپیشه                 |                 | سعید اسدی                  | تله‌فیلم |
| ۱۳۹۲    | نامه ای به خواهرم            |                 | سعید اسدی                  | تله‌فیلم |
| ۱۳۹۱    | کودکی برای من                |                 | محسن شاه محمدی             | تله‌فیلم |
| ۱۳۸۹    | فاصله‌ها                      | محسن            | حسین سهیلی‌زاده             |         |
| ۱۳۸۸    | اسرار پدری                   |                 | مسعود اطیابی               | تله‌فیلم |
| ۱۳۸۷    | شب هزار و یکم                |                 | علی بهادر                  |         |
| ۱۳۸۷    | ترانه مادری                  | فرخ             | حسین سهیلی‌زاده             |         |
| ۱۳۸۶    | مرگ تدریجی یک رؤیا           | حامد            | فریدون جیرانی              |         |
| ۱۳۸۵    | روز رفتن                     | رحیم/ کریم      | جواد افشار، محمدرضا اعلامی | [ ۵ ]   |
| ۱۳۸۵    | مار و پله                    | سیروس           | محسن یوسفی                 |         |
| ۱۳۸۴    | لبه تاریکی                   | نادر            | سعید سلطانی                |         |
| ۱۳۸۳    | داستان پاییزی                |                 | اسماعیل فلاح‌پور            | تله‌فیلم |
| ۱۳۸۲    | شیخ بهایی                    | ابراهیم         | شهرام اسدی                 |         |
| ۱۳۸۱    | جستجو در شهر                 |                 | حسن هدایت                  |         |
| ۱۳۸۰    | خواب و بیدار                 | سروان علی جلالی | مهدی فخیم‌زاده              |         |
| ۱۳۸۰    | خانه پدری                    | احمد            | فریدون حسن‌پور              |         |
| ۱۳۷۹    | مسافر                        |                 | سیروس مقدم                 |         |
| ۱۳۷۹    | ولایت عشق                    | عمرو بن رجا     | مهدی فخیم‌زاده              |         |
| ۱۳۷۸    | ویروس ۲۰۰۰                   |                 | فریال بهزاد                |         |
| ۱۳۷۷    | فکر پلید                     | یوسف            | محسن شاه‌محمدی              |         |
| ۱۳۷۷    | دل‌های شاد                    |                 | حمید قدکچیان               |         |
| ۱۳۷۷    | گم‌شده                        | یوسف            | مسعود نوابی                | [ ۷ ]   |
| ۱۳۷۵    | خاطره                        |                 | داریوش مؤدبیان             |         |
| ۱۳۷۵    | آتیه                         |                 | رضا صفایی                  |         |
| ۱۳۷۴/۷۵ | مکافات عمل                   |                 | احمدرضا جغتایی             |         |
| ۱۳۷۴    | فصل فردایی هم هست            |                 | احمدرضا جغتایی             |         |
| ۱۳۷۴    | فصل فرصت طلایی               |                 | احمدرضا جغتایی             |         |
| ۱۳۷۲    | باغ گیلاس                    | مسعود           | مجید بهشتی                 |         |
| ۱۳۷۱    | بازنشستگی                    |                 | رضا فیاضی                  |         |
| ۱۳۷۰    | این خانه دور است (بهشت کوچک) |                 | مسعود رسام                 |         |
| ۱۳۶۸    | آقای خیالاتی (آقای دلار)     | فرامرز          | مجید بهشتی                 |         |
| ۱۳۶۷    | بخش چهار جراحی               |                 | مسعود فروتن                |         |
| ۱۳۶۷    | عقیق                         | غلام رضا        | حمید تمجیدی                |         |
| ۱۳۶۶    | مرغ حق                       | رضا شاه         | حسین مختاری                |         |

### تئاتر
- ۱۳۹۸ - عاقبت عشاق سینه چاک به کارگردانی «مجتبی دانشی»
- ۱۳۹۱ - پلکان به کارگردانی «هادی مرزبان»[۸]
- ۱۳۹۰ - بانوی آب و آیینه به کارگردانی «حسین پارسایی»
- ۱۳۸۴ - ملودی شهر بارانی به کارگردانی «هادی مرزبان»[۹]
- ۱۳۶۷ آهسته با گل سرخ به کارگردانی «هادی مرزبان»
- ۱۳۶۶ - پرواز بر فراز آشیانهٔ فاخته به کارگردانی «منیژه محامدی»
- ۱۳۶۵ - آنتیگونه به کارگردانی "مجید جعفری"
- ۱۳۶۵ - بازی روی صحنه به کارگردانی «حسین مختاری»
- ۱۳۶۴ - خاطرهٔ دو دوشنبه به کارگردانی «مجید جعفری»
- ۱۳۶۳ هالو نباش، ژنرال! به کارگردانی «مجید جعفری»
- ۱۳۶۳ - پرومته در زنجیر به کارگردانی «مجید جعفری»
- ۱۳۶۲ - مدرس به کارگردانی «حسین مختاری»
- ۱۳۶۲ - اباذر به کارگردانی «حسین مختاری»
- ۱۳۶۱ - ملکوت به کارگردانی «حسین مختاری»

### تله تئاتر
- ۱۳۸۸ - عیش و نیستی به کارگردانی «هادی مرزبان»
- ۱۳۶۶ - سایه‌های بلند به کارگردانی «جواد پیشگر» و «اسدالله ایمن»
- ۱۳۶۳ - کابوس خسرو پرویز به کارگردانی «هوشنگ توکلی»

### نویسندگی و کارگردانی
- ۱۳۶۳ - در پوست گربه[۶]
- ۱۳۶۲ - بچه‌های آخر آسفالت[۶]

### رادیو نمایشی
- موش‌ها و آدم‌ها به کارگردانی «خسرو فرخزادی»[۱۰]
- اژدهاک به کارگردانی «صدرالدین شجره»
- ملودی شهر بارانی به کارگردانی «جواد پیشگر»
- آهسته با گل سرخ به کارگردانی «خسرو فرخزادی»
- فیزیکدان‌ها به کارگردانی «حمید سمندریان»
- جین ایر به کارگردانی «جواد پیشگر»
- صاحب به کارگردانی «صدرالدین شجره″
- سجود عشق به کارگردانی «حمید منوچهری»
- انگیزه به کارگردانی «صدرالدین شجره»
- دژ به کارگردانی «صدرالدین شجره»
- ساکنین مه به کارگردانی «صدرالدین شجره»
- گذری به هند به کارگردانی «جواد پیشگر»
- وادی عاشقان به کارگردانی «علی عمرانی»
- در خیابان مینتولاسا به کارگردانی «صدرالدین شجره»
- دست‌های گرم آن دیوانه به کارگردانی «اکبر زنجان پور»
- قلندرانه به کارگردانی «صدرالدین شجره»
- ابلیس به کارگردانی «صدرالدین شجره»
- خاطرات یک گیشا به کارگردانی «صدرالدین شجره»
- شهیدان پیشگام به کارگردانی «صدرالدین شجره»
- رژی به کارگردانی «همایون ایرانپوی»

### پرداخت و تنظیم رادیویی
- موش‌ها و آدم‌ها اثر «جان استاین بک» به کارگردانی «خسرو فرخزادی»[۱۰]
- پرواز بر فراز آشیانهٔ فاخته نوشته «کن کیسی» به کارگردانی «بهزاد فراهانی»
- خواب عمو جان اثر «فیودور داستایفسکی» به کارگردانی «صدرالدین شجره»
- خاک به کارگردانی «جواد پیشگر»

## تقدیرها و جوایز
- ۱۳۹۲ - جایزه و دیپلم افتخار بهترین بازیگر مرد از نگاه منتقدان تئاتر.
- ۱۳۸۷ - دیپلم افتخار جشنواره بین‌المللی جام جم با عنوان «بهترین بازیگر مرد جام جم»
- ۱۳۸۵ - تقدیر و تشکر شبکه پنج با عنوان «یکی از بهترین بازیگران مرد شبکه پنج»[۱۱]
- ۱۳۸۴ - تندیس و دیپلم افتخار بهترین بازیگر مرد جشنوارهٔ تئاتر فجر برای بازی در نمایش ملودی شهر بارانی.[۱۲]
- ۱۳۸۴ - دیپلم افتخار جشنواره ی پلیس برای بازی در سریال خواب و بیدار.[۴]
- ۱۳۸۰ - لوح تقدیر سازمان صدا و سیما برای بازی در سریال ولایت عشق.